# Cycnotrachelus flavoguttatus
Cycnotrachelus flavoguttatus es una especie de coleóptero de la familia Attelabidae.

## Distribución geográfica
Habita en China, India y Vietnam.